# Perungalathur
Perungalathur (o Perungalattur, Perungulathur) è una suddivisione dell'India, classificata come town panchayat, di 19.343 abitanti, situata nel distretto di Kanchipuram, nello stato federato del Tamil Nadu. In base al numero di abitanti la città rientra nella classe IV (da 10.000 a 19.999 persone).

## Geografia fisica
La città è situata a 12° 55' 47 N e 80° 05' 41 E.

## Società

### Evoluzione demografica
Al censimento del 2001 la popolazione di Perungalathur assommava a 19.343 persone, delle quali 9.923 maschi e 9.420 femmine. I bambini di età inferiore o uguale ai sei anni assommavano a 1.876, dei quali 978 maschi e 898 femmine. Infine, coloro che erano in grado di saper almeno leggere e scrivere erano 15.865, dei quali 8.445 maschi e 7.420 femmine.